# 경기대진테크노파크
경기대진테크노파크(Gyeonggi Daejin Techno Park ; GDTP)는 경기 북부지역 산업집적을 통해 지역성장동력을 창출하기 위하여 경기도청, 포천시청, 대진재단이 공동으로 출자하여 설립된 지방공공기관이다. 경기도 포천시 자작로에 있다.

## 설립 근거
- 산업기술단지 지원에 관한 특례법[5]
  - 경기도 테크노파크 운영 및 지원조례[6]

## 연혁
- 2003년 12월 10일 산업자원부 산업기술단지 신규사업자 선정
- 2005년 1월 10일 재단법인 설립등기
- 2005년 3월 15일 산업기술단지 사업시행자 지정 (산업자원부)
- 2008년 2월 11일 종합지원센터 건축공사 착공
- 2009년 8월 10일 기술이전센터 개소 (기술거래기관 지정. 지식경제부)
- 2009년 12월 28일 경기북부환경기술지원센터 설립
- 2011년 11월 18일 종합지원센터 완공
- 2013년 6월 4일 1인창조기업비즈니스센터 개소
- 2013년 12월 19일 경기대진테크노파크 단지조성사업 계획변경 승인
- 2014년 2월 20일 시험생산동 건축공사 착공
- 2014년 10월 16일 시험생산동 준공

## 주요 업무
- 공동 기술연구개발
- 기술인력의 교육 및 훈련
- 산업 및 기술에 관한 정보의 유통
- 신기술보육 및 창업
- 연구개발시설의 공동이용
- 시험생산
- 기술의 실용화를 위하여 산업통상자원부령이 정하는 사업
- 정부 또는 도지사 및 시장·군수가 위탁하는 사업
- 그 밖의 테크노파크의 목적달성을 위하여 필요한 사업

## 조직

### 원장
- 자문위원회
- 운영위원회
- 인사위원회

#### 기획본부
- 경영기획팀
- 총무관리팀
- 단지운영팀

#### 사업본부
- 사업운영1팀
- 사업운영2팀
- 사업운영3팀
- 사업운영4팀

#### 기술본부
- 기술사업팀
- 연구개발팀

## 소속기관
- 기술이전센터
- 경기북부환경기술지원센터
- 가구인증센터
- 1인창조기업비즈니스센터
- 정부디스플레이연구지원센터

## 같이 보기
- 경기테크노파크